# Guillain-Barré-Syndrom

Bau einer Nervenzelle mit Myelinscheide

Das Guillain-Barré-Syndrom (GBS; Aussprache: ɡilɛ̃ baˈʁeː zʏnˈdʀoːm; häufig, aber fälschlich, auch: ɡiˈjɛ̃ …), auch Landry-Guillain-Barré-Strohl-Syndrom, ist ein akut oder subakut auftretendes neurologisches Krankheitsbild, bei dem es zu entzündlichen (inflammatorischen) Veränderungen des peripheren Nervensystems kommt. Betroffen sind vor allem die aus dem Rückenmark hervorgehenden Nervenwurzeln (Polyradikulitis) und die dazugehörigen vorderen oder proximalen Nervenabschnitte. Die genaue Ursache ist nicht bekannt. In einigen Fällen werden vorausgegangene Infektionen und andere mutmaßliche Auslöser verantwortlich gemacht. Es können verschiedene Verläufe mit unterschiedlicher Länge auftreten, GBS kann sich innerhalb von Stunden oder Tagen bis hin zu Monaten entwickeln. Typisch ist eine starke Eiweißvermehrung im Liquor cerebrospinalis.
Zur medikamentösen Therapie werden Immunglobuline und Plasmapherese eingesetzt. Die Letalität beträgt etwa 5 %. Etwa ein Fünftel aller Patienten behält Funktionsausfälle zurück.

## Häufigkeit
| Idiopathische Immunneuropathien |
| Akut - Akute inflammatorische demyelinisierende Polyneuropathie (AIDP) - Akute motorische axonale Neuropathie (AMAN) - Akute motorische und sensible axonale Neuropathie (AMSAN) - Regionale Varianten des GBS - Miller-Fisher-Syndrom (MFS) - Ophthalmoplegie mit GQ1B-Autoantikörpern - MFS-GBS-Mischsyndrom (Overlapping-Syndrom) - Beidseitige Fazialisparese oder Abduzensparese mit distalen Parästhesien - Pharyngeale-brachiale-zervikale Variante (PCB-Variante) des GBS - Okulopharyngeale Schwäche - Rein paraparetische Variante - Funktionale Varianten des GBS - Akute Pandysautonomie - Rein sensorisches GBS - Rein motorisches GBS - Rein ataktisches GBS |
| Subakut - Subakute inflammatorische demyelinisierende Polyradikuloneuropathie (SIDP) |
| Chronisch - Chronisch inflammatorische demyelinisierende Polyneuropathie (CIDP) - Multifokale motorische Neuropathie - Chronisch sensorische ataktische Neuropathie - Chronisch relapsierende axonale Neuropathie |

In Europa und den USA erkranken jährlich etwa 0,8 bis 1,9 von 100.000 Personen an einem Guillain-Barré-Syndrom. Männer sind etwa 1,8 mal so oft betroffen wie Frauen. Die Erkrankung kann in jedem Lebensalter auftreten.
In Peru wurden bis 13. Juni 2019 548 Fälle seit Jahresanfang registriert. In einigen Regionen wurde deshalb ein Notstand ausgerufen. 
Zwischen Jahresanfang und Anfang Juli 2023 wurden ebenfalls in Peru landesweit 182 Erkrankungen registriert. Daraufhin wurde ein Gesundheitsnotstand für drei Monate ausgerufen. Peru hat ungefähr 33 Millionen Einwohner.

## Varianten
Es sind mehrere Varianten des Guillain-Barré-Syndroms bekannt. Die häufigste („klassische“) Form des Guillain-Barré-Syndroms wird auch als akute inflammatorische demyelinisierende Polyneuropathie bezeichnet. Die Nervenfasern (Axone) bleiben bei der klassischen Form erhalten. Typischerweise kommt es zu aufsteigenden, unterschiedlich stark ausgeprägten Lähmungen mit Beginn im Bereich der Bein- und später auch der Armmuskulatur sowie zumeist leichtgradigen Sensibilitätsstörungen. Es kann zu Paresen in den von den Hirnnerven versorgten Regionen und zu Störungen des vegetativen Nervensystems kommen. Letzteres kann zum Beispiel zu Herzrhythmusstörungen führen.
Neben der klassischen Form treten Varianten mit bevorzugter Schädigung der Nervenfasern (axonale Schädigung) auf. Die bei der klassischen AIDP als Folge der Demyelinisierung auftretende, sekundäre axonale Schädigung muss von den axonalen Varianten mit primärer axonaler Schädigung unterschieden werden. Zu den axonalen Formen gehören die Akute Motorische und Sensible Axonale Neuropathie (AMSAN) und die in China und Japan häufiger vorkommende Akute Motorische Axonale Neuropathie (AMAN). Die beiden Formen unterscheiden sich, wie aus den Namen hervorgeht, durch die bevorzugt betroffenen Nervenfasern (motorisch und/oder sensibel). Beide Formen sind aufgrund der axonalen Schädigung durch einen vergleichsweise schweren Krankheitsverlauf mit schlechterer Prognose gekennzeichnet. Axonale Formen machen in Nordamerika 5 bis 10 % der diagnostizierten Guillain-Barré-Syndrome aus.
Eine Variante, die definitionsgemäß nicht zur Entität des Guillain-Barré-Syndroms gehört, sich aber hauptsächlich durch ein langsameres Fortschreiten innerhalb von vier bis acht Wochen vom GBS unterscheidet, ist die Subakute Inflammatorische (entzündliche) Demyelinisierende Polyradikuloneuropathie (SIDP).

## Krankheitsentstehung
Beim Guillain-Barré-Syndrom kommt es zur Entzündung (Inflammation) der Markscheiden (Myelinscheide) mehrerer aus dem Rückenmark hervorgehender Nervenwurzeln (Polyradikulitis) und der dazugehörigen vorderen oder proximalen Nervenabschnitte.
Die Entzündung führt zur Entmarkung (Demyelinisierung) in den genannten Abschnitten. Die die Nervenfasern umgebende Myelinschicht wird dabei durch eine Autoimmunreaktion zerstört (Neuropathie). Dies beschädigt die Nervenfasern (Axone). Letzteres tritt insbesondere bei der speziellen Form des Miller-Fisher-Syndroms auf. Durch die Zerstörung der Myelinschicht werden die Nervenimpulse nur schwach oder gar nicht übertragen. Dadurch empfängt die Muskulatur keine Nervenimpulse. Dies erklärt die Lähmungen (Störung der motorischen Nervenbahnen). Sensorische Einschränkungen (Tastsinn, Doppelbilder der Augen, Hörstörungen) sind Folge der Demyelinisierung sensorischer Nervenbahnen.
Die Erkrankung entsteht durch einen autoimmunpathologischen Mechanismus, indem im Körper Autoantikörper (IgG oder IgM) gegen Ganglioside oder Myelin bzw. die Zellmembranen der Axone des peripheren Nervensystems gebildet werden.
Aufgrund struktureller Ähnlichkeiten erkennen die Antikörper nicht nur die Bakterien, sondern auch Moleküle der Nervenzellhülle. So konnte für Mycoplasma pneumoniae gezeigt werden, dass die Antikörper an ein bakterielles Glykolipid, ein Zucker-Fett-Molekül auf der Zellmembran der Erreger, binden, und zugleich an das Galactocerebrosid (GalC), einer der häufigsten Bausteine im menschlichen Myelin. Diese fettreiche Substanz dient der elektrischen Isolation der Nervenfasern. Anti-GalC-Antikörper fanden sich auch bei Patienten ohne Guillain-Barré-Syndrom, die kurz zuvor mit Mykoplasmen infiziert wurden. Jedoch waren diese nur vom Antikörper-Isotyp M (IgM), dem bei einer Immunantwort am frühesten gebildeten Typ. Anti-GalC-Antikörper bei Patienten mit Guillain-Barré-Syndrom waren dagegen vom Typ IgG. Der Wechsel des Antikörper-Typs ist für die Krankheitsentstehung mitverantwortlich.
Auch ein Auftreten nach Insekten- und Zeckenstichen, nach Schwangerschaften und Operationen wurde beobachtet. Kausale Zusammenhänge konnten jedoch nicht zweifelsfrei dargelegt werden. 

### Krankheitserreger
Viel häufiger gehen aber Infektionen mit anderen Erregern voraus, in erster Linie ist das Campylobacter jejuni (wobei sich bei weniger als 0,1 % der Infizierten ein klinisch relevantes GBS entwickelt), aber auch Viren wie Epstein-Barr-Virus, Cytomegalievirus, Zikavirus, Influenzavirus, das Varizella-Zoster-Virus oder SARS-CoV-2 sind beschrieben. Gelegentlich kommt es dabei zu Ausbrüchen.

### Impfungen
In seltenen Fällen wurde das Guillain-Barré-Syndrom im Zusammenhang mit Impfungen beobachtet. So konnte der erste kausale Zusammenhang in Rahmen der Impfung gegen die Influenzavirusvariante A/New Jersey/1/1976 („Schweinegrippe“, 1976) bei US-Soldaten in den 1970er-Jahren gezeigt werden (1 Fall pro 100.000 Impfungen), worauf hin das Impfprogramm im selben Jahr eingestellt wurde. Bei Impfungen gegen Influenza wurde ebenfalls ein kausaler Zusammenhang festgestellt. Jedoch ist das Risiko, nach einer Influenzaschutzimpfung an einem GBS zu erkranken, wesentlich geringer, als dies nach einer durchgemachten Infektion mit Influenzaviren ist. Eine Metaanalyse von 22 epidemiologischen Studien im Zeitraum von 1981 bis 2019 sieht kein erhöhtes Risiko für ein GBS nach einer (trivalenten) Influenza-Impfung, stattdessen bei Personen, die Symptome einer Influenzaerkrankung aufweisen. Nach einer Influenzaimpfung wird das Risiko bei Erwachsenen auf 1 bis 3 pro 1.000.000 geschätzt. Eine sehr große pharmakoepidemiologische Studie weist darauf hin, dass von rund 800.000 HPV-geimpften Mädchen sich ein einzelnes Auftreten von GBS zweifelsfrei aufgrund der Impfung zuordnen lässt. Andere analoge Studien haben dies nicht bestätigt.
Es wurden im zeitlichen Zusammenhang vereinzelt Guillain-Barré-Symptome nach Impfungen von Ad26.COV2.S (108 Fälle von etwa 21 Millionen, Stand 30. Juni 2021) sowie AZD1222 (833 Fälle von etwa 592 Millionen, Stand 25. Juli 2021) gegen COVID-19 beobachtet. Dies veranlasste die EMA, auf Empfehlung des Ausschusses für Risikobewertung im Bereich der Pharmakovigilanz (PRAC) GBS als sehr seltene Nebenwirkung in den jeweiligen Fachinformationen aufzunehmen. Eine Auswertung von rund 32 Millionen Gesundheitsdaten aus England kommt zum Schluss, dass nach der Erstimpfung von AZD1222 38 zusätzliche GBS-Fälle pro 10 Millionen geimpfter Personen auftreten können – bei positivem Corona-Befund ist das Risiko höher: etwa zusätzliche 145 Fälle.
Nach Auswertung von Daten Millionen Geimpfter sehen die Autoren eines Reviews von 2024 eine mögliche Assoziation zwischen den SARS-CoV-2-Impfstoffen mit Adenovirus-Vektoren (z. B. Ad26.COV2.S oder AZD1222) und dem Auftreten eines Guillain-Barré-Syndroms. Es wurden nach Impfungen akute, immunvermittelte Polyradikuloneuropathien beobachtet. Bei anderen SARS-CoV-2-Impfstoffen (wie mRNA-Impfstoffen) konnte dies nicht gezeigt werden. Daten aus einer sehr großen Kohortenstudie des Global Vaccine Data Network zeigen, dass für AZD1222 die beobachtete Häufigkeit von GBS-Fällen 42 Tage nach der ersten Impfung 2,49-mal höher war als die erwartete Häufigkeit in der allgemeinen Bevölkerung (76 GBS-Ereignisse wurden erwartet, 190 wurden beobachtet bei etwa 12 Millionen verimpfter Dosen). Bei der zweiten Dosis sowie bei mRNA-Impfstoffen gab es kein erhöhtes Sicherheitssignal.

## Symptome
Das Guillain-Barré-Syndrom ist durch die Entwicklung einer muskulären Schwäche bis hin zu Lähmungen gekennzeichnet.
Diese entwickeln sich typischerweise zuerst in den Beinen und breiten sich über den Rumpf und die Arme zum Kopf hin als aufsteigende Symptome aus (Körperachse im aufrechten Stand). Dabei werden die zuerst betroffenen Muskeln in der Regel schwerer beeinträchtigt als die später befallenen. Üblicherweise sind die Muskeln symmetrisch geschwächt oder gelähmt. Lähmungen der Atem- und Schluckmuskulatur sind lebensbedrohlich und erfordern eine intensivmedizinische Therapie. Das Maß der Lähmungserscheinungen ist sehr variabel, d. h., das Spektrum reicht von kaum merkbaren Bewegungseinschränkungen bis hin zu schweren Lähmungen großer Teile des Körpers. Bis zu 25 % der Patienten erleiden eine Atemlähmung und müssen zur Erhaltung des Lebens beatmet werden. Viele dieser Patienten leiden dann unter einer Form von Albträumen (Oneiroid-Syndrom).
Neben motorischen Problemen treten auch regelmäßig sensible Reizerscheinungen auf. Sie sind meist von deutlich leichterer Ausprägung. Häufig wird begleitend auch von Schmerzen in der Muskulatur berichtet.
Wesentlich ist auch die Beteiligung des vegetativen Nervensystems mit Über- oder Unteraktivität des Sympathikus und Parasympathikus. Möglicherweise auftretende Symptome sind:
- schneller Anstieg oder Abfall des Blutdrucks
- Anstieg (Tachy-) oder Abfall (Bradykardie) der Herzfrequenz
- vermehrtes Schwitzen
- Blasen- und Darmstörungen

## Verlauf und Prognose
Die Erkrankung entwickelt sich zumeist über Tage und dauert Wochen bis Monate, mit langer Rekonvaleszenzphase. Bei einem Fünftel der Erkrankten bleiben Ausfälle bestehen, die Letalität beträgt ca. 5 %. Rückfälle (Rezidive) werden sehr selten beobachtet.
Ein Prognosefaktor ist die Beatmungsabhängigkeit während der Akutphase. Bei Patienten, die in der Akutphase beatmet werden müssen, liegt die Letalität bei 5,5 % in der Akutphase und bei 13,6 % innerhalb einer Zeit von 52 Monaten.
Es gibt mehrere Verlaufsformen des Guillain-Barré-Syndroms: Die häufigste (klassische) Form des Guillain-Barré-Syndroms wird auch als akute inflammatorische demyelinisierende Polyneuropathie, früher auch als seröse Polyneuritis, bezeichnet.
Typischerweise kommt es innerhalb von vier Wochen zu unterschiedlich stark ausgeprägten Lähmungen zuerst der Bein-, später auch der Armmuskulatur und zu meistens geringfügigen Sensibilitätsstörungen, mit denen die Erkrankung häufig auch beginnt. Es kann auch zu Lähmungen der von Hirnnerven versorgten Körperregionen und zu Störungen des vegetativen Nervensystems kommen. Letzteres kann zum Beispiel zu Herzrhythmusstörungen führen.
Die Krankheitssymptome verschlechtern sich definitionsgemäß nicht länger als vier Wochen (Lit.: Leitlinie). Zwei bis vier Wochen nach dem Höhepunkt der Symptome beginnt deren Rückbildung, die dann Monate oder Jahre dauern kann.
Je ausgeprägter die Lähmungen und je länger der Verlauf, desto schlechter ist die Prognose.
Das Guillain-Barré-Syndrom kann bis zu seiner maximalen Ausprägung voranschreiten, bei der die betroffenen Menschen zwar auch bei vollem Bewusstsein bleiben, aber komplett gelähmt werden. Sie können nur durch intensivmedizinische Behandlung am Leben erhalten werden.
Die Prognose der axonalen Verlaufsform ist ungünstiger, hier bleiben oft Lähmungen verschiedener Ausprägungen zurück.

### Landry-Paralyse
Als Landry-Paralyse, Landrysche Paralyse, Landrysche Lähmung oder auch Landry-Kußmaul-Syndrom wird eine sich rasch entwickelnde Polyradikulitis mit von den Füßen zum Kopf aufsteigenden schlaffen Lähmungen bezeichnet. Die Landry-Paralyse ist eine sehr schnell fortschreitende Form, bei der innerhalb von wenigen Stunden eine künstliche Beatmung notwendig wird.
Die Bezeichnung geht auf den französischen Arzt Jean Baptiste Octave Landry (1826–1865) zurück, der 1859 gleichzeitig mit dem deutschen Internisten Adolf Kußmaul (1822–1902) eine sich schnell entwickelnde Form der Polyradikulitis mit innerhalb von wenigen Tagen entstehenden schwersten Lähmungen beschrieb.

### Miller-Fisher-Syndrom
Das Miller-Fisher-Syndrom ist eine seltene Variante des GBS und ist gekennzeichnet durch Augenmuskellähmungen, Areflexie und schwerere Koordinationsstörungen (Ataxie).

### Akute Motorische Axonale Neuropathie
Bei der Akuten Motorischen Axonalen Neuropathie (AMAN) sind nicht nur die Nervenhülle (Myelinscheide), sondern auch der innere Nervenanteil (Axon) betroffen.
Die Prognose der seltenen Varianten ist hinsichtlich einer kompletten Heilung ungünstiger.

### Chronisch inflammatorische demyelinisierende Polyradikuloneuropathie
Die Chronisch inflammatorische demyelinisierende Polyradikuloneuropathie (CIDP) ist im Anfangsstadium nicht vom GBS zu unterscheiden, dauert aber länger als vier Wochen an und reagiert auf die Therapie mit Glukokortikoiden.

## Diagnostik
Nach der ersten Woche kann im Liquor cerebrospinalis („Nervenwasser“) eine Eiweißvermehrung bei normaler Zellzahl festgestellt werden (zytoalbuminäre Dissoziation). Die Nervenleitgeschwindigkeit der peripheren Nerven ist deutlich verlangsamt. Man kann noch weitere Parameter mittels transkranieller Magnetstimulation, Elektromyografie und somatosensibler evozierter Potentiale bestimmen.
Zur Labordiagnostik eignet sich auch der Antikörpernachweis gegen das GM1. Bei neun von zehn Menschen mit dem Miller-Fisher-Syndrom sind Antikörper gegen das Gangliosid GQ1b nachweisbar.
Differentialdiagnostisch müssen verschiedene, uncharakteristische und sekundäre Ursachen und neurologische Erkrankungen, auch Vergiftungen mit Schwermetallen und Organophosphaten ausgeschlossen werden.

## Therapie
Das Syndrom kann vollständig geheilt werden, wenn die Diagnose rechtzeitig gestellt wird. Als Basistherapie für leichtere Verlaufsformen kommen vor allem Verhinderung von Infektionen und Thrombosen sowie Physiotherapie zur Vorbeugung gegen Kontrakturen in Frage. Bei akuten und schweren Fällen ist eine Immuntherapie angezeigt. Dabei können entweder Immunglobuline verabreicht oder eine Plasmapherese angewendet werden. Die Therapie mit Immunglobulinen ist zwar kostspieliger, allerdings deutlich schonender und wird von weniger Nebenwirkungen begleitet. Die Plasmapherese stellte sich vor allem bei rasch fortschreitenden und lang dauernden Krankheitsverläufen als wirkungsvoll heraus.

## Geschichte
Das Syndrom ist nach den französischen Ärzten Georges Charles Guillain (1876–1961) und Jean-Alexandre Barré (1880–1967) benannt, die 1916 zusammen mit André Strohl die Symptome bei zwei Soldaten im Ersten Weltkrieg beschrieben. Die beiden Soldaten hatten akute Paresen mit einer Areflexie entwickelt, die spontan rückläufig waren. Die Symptomatik war außerdem von einer Eiweißvermehrung bei normaler Zellzahl im Nervenwasser begleitet. Ähnliche Fälle wurden bereits 1859 vom französischen Arzt Octave Landry beschrieben. Strohl und Landry werden in der Bezeichnung des Syndroms oft nicht erwähnt.